# Джебел (пещера)
Пеще́ра Джебе́л (туркм. Jebel gowagy) — памятник древней культуры прикаспийских племён Туркменистана. Пещера расположена в Балканском велаяте в окрестностях города Туркменбашы, Туркменистан, в заливе Туркменбашы Каспийского моря. В советские времена пещера была известна под названием Небит Даг.
В 1949—1950 годах советский археолог А. П. Окладников нашёл в пещере Джебел многослойный археологический памятник. Кроме слоёв эпохи мезолита, также были обнаружен памятники неолита и начала бронзового века, в том числе микролиты различной формы (асимметричные треугольники, мелкие пластины с притупленным краем, «рогатые» трапеции). Среди других находок отмечаются керамика и обработанная кость.
Согласно французскому историку Бернару Сержану, каменный комплекс первой курганной культуры на Украине (Средний Стог II), напоминает комплекс мезолит-неолитических стоянок к востоку от Каспийского моря, плотину Чесме II и пещеру Джебел. Сержан также упоминает, что находки в пещере Джебел связаны с палеолитической культурой Северо-Западного Ирана, зарзийской культурой, датируемой 10 000—8500 годами до н. э., а также с более древней кебарской культурой Ближнего Востока.